# Blériot XI
O Blériot XI foi o avião utilizado por Louis Blériot em 25 de Julho de 1909 para fazer o primeiro voo de um "mais pesado que o ar" cruzando o Canal da Mancha. Essa primazia é uma das mais famosas da "Era Pioneira" da aviação, não apenas colocou o nome de Blériot na história como também assegurou o futuro do seu negócio na fabricação de aviões. Esse evento causou uma grande reavaliação da importância da aviação; o jornal inglês, The Daily Express, colocou como título da manchete: "A Grã-Bretanha não é mais uma ilha". Dois exemplares restaurados de Blériot XI originais, um no Reino Unido e outro nos Estados Unidos são provavelmente os dois aviões mais antigos do Mundo, ainda com capacidade de voo.

## Projeto

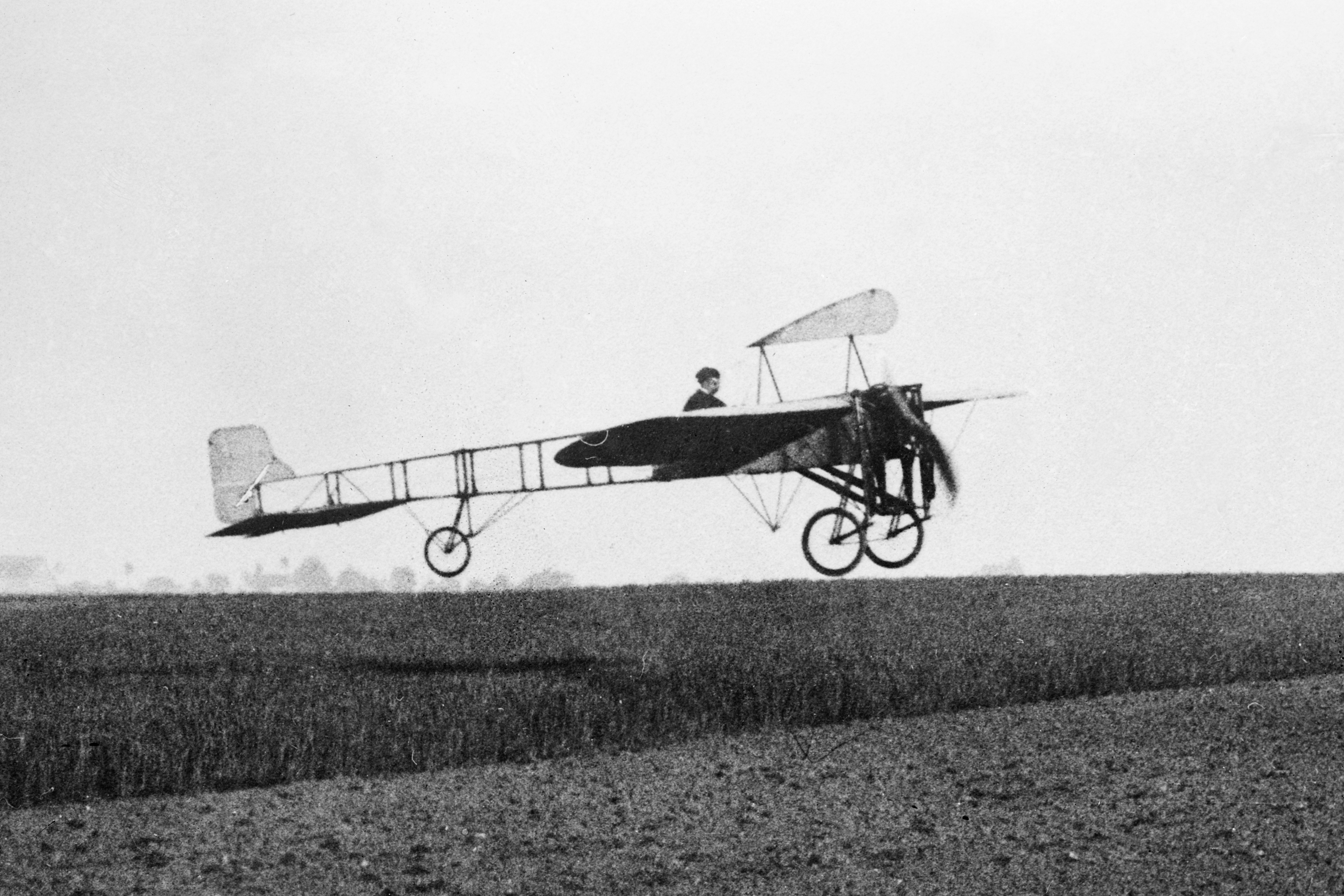
Primeira versão do Blériot XI com a lâmina em forma de gota sobre a estrutura das asas.

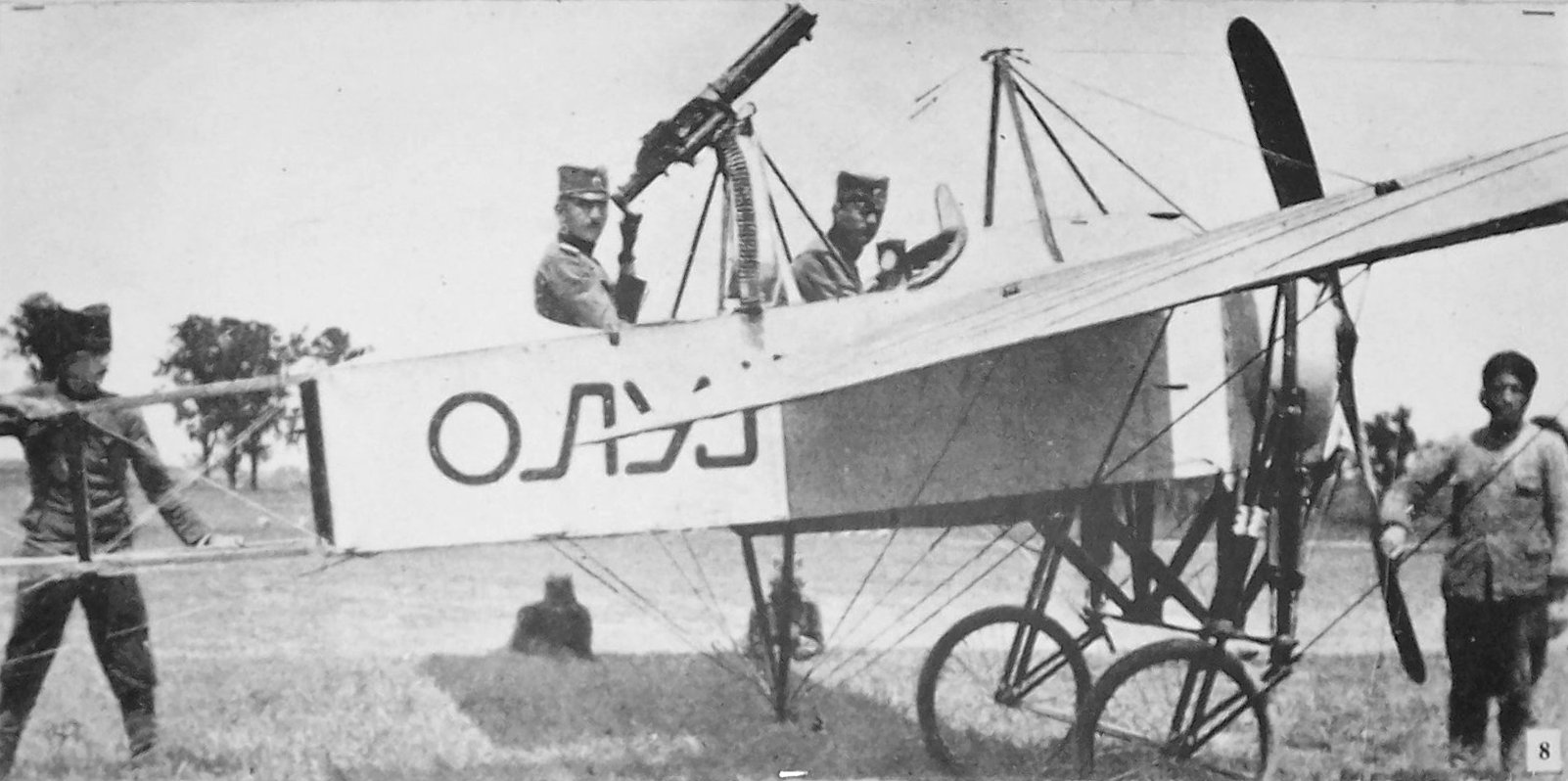
Um Blériot XI usado na Sérvia, 1915. Com uma metralhadora "Vickers Mk I" ou "Skoda M1913".

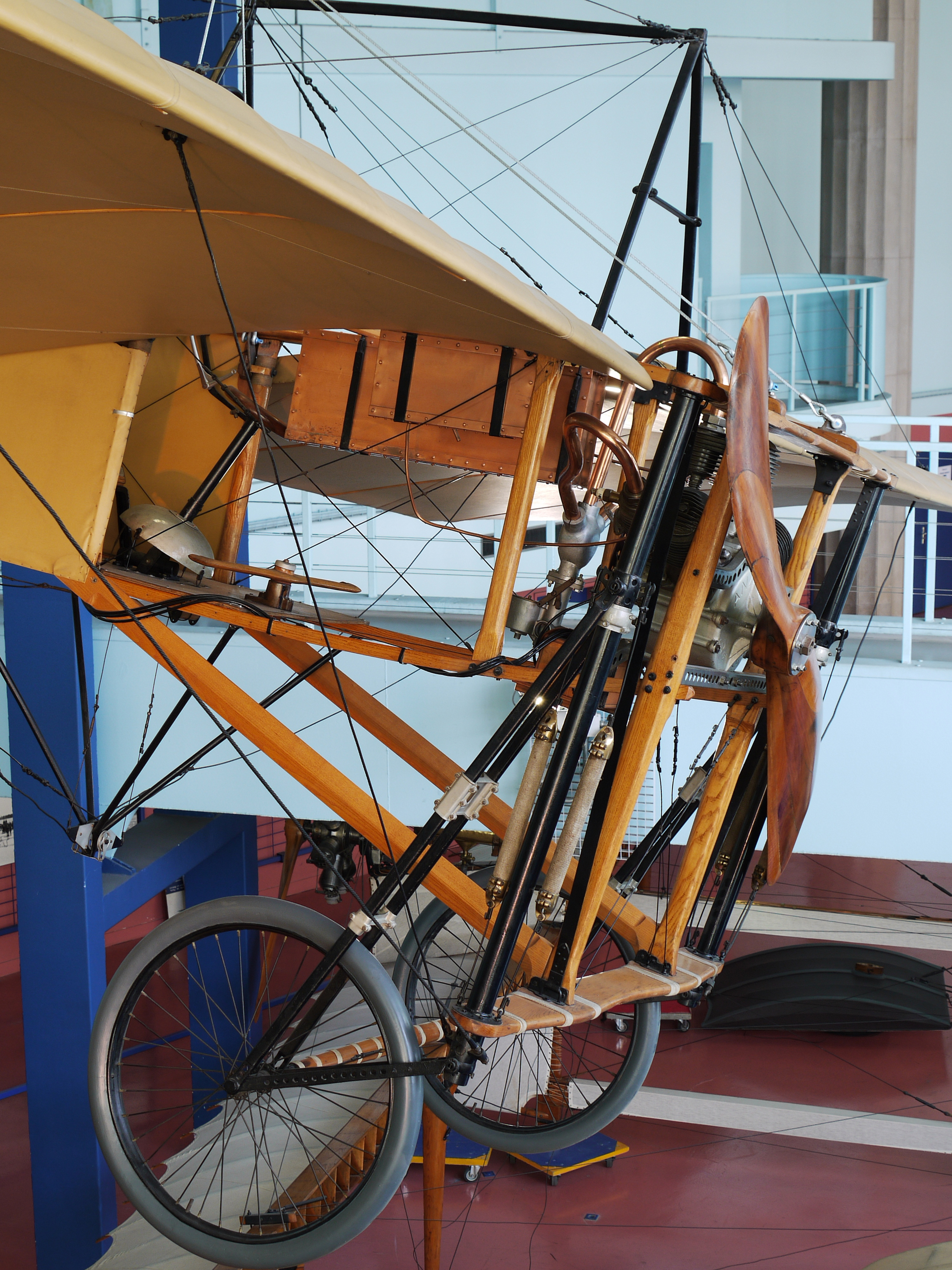
Detalhes do Blériot XI.

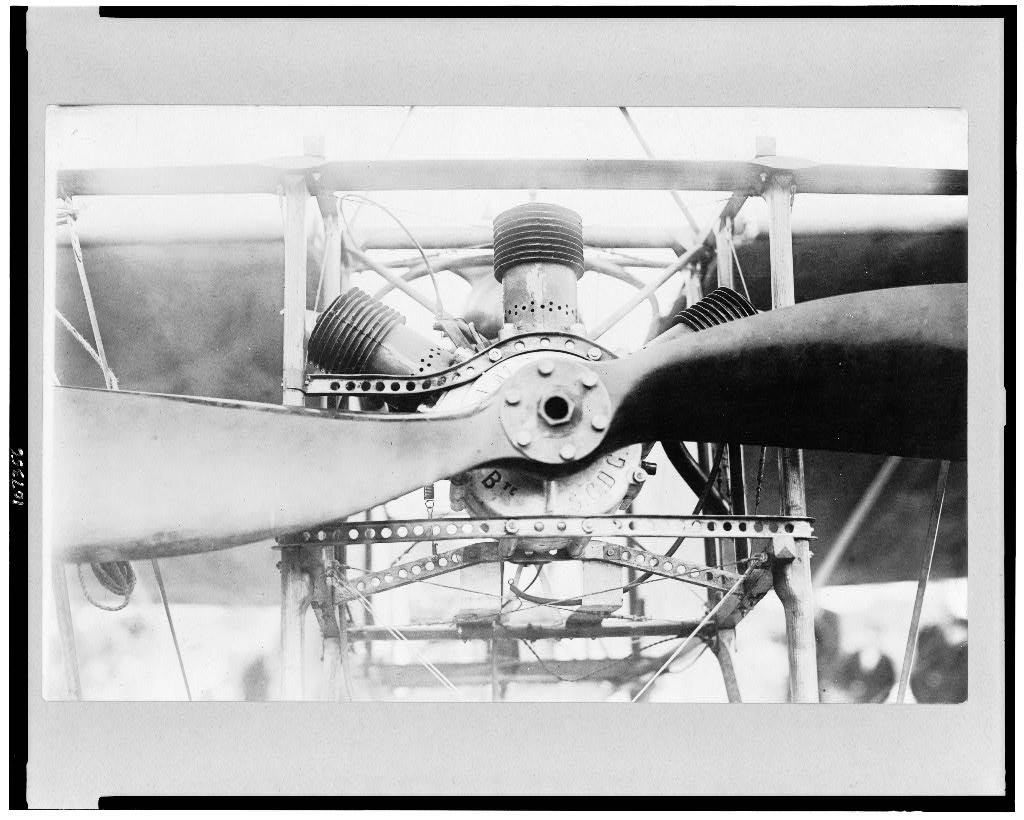
Hélice e motor Anzani de 3 cilindros em configuração semi-radial (ou leque) do Blériot XI.

O Blériot XI foi quase que totalmente projetado por  Raymond Saulnier, como uma evolução do Blériot VIII, o qual Blériot voou com sucesso em 1908. Como seu antecessor, ele era um monoplano em configuração de tração, com uma estrutura tubular feita de freixo fixada por intermédio de cabos, parcialmente recoberta por tecido. A principal diferença era a utilização de arqueamento das asas para controle lateral. As superfícies da cauda consistia de pequenos lemes verticais móveis sem lâminas fixas, bem no limite da estrutura vertical da cauda e uma superfície horizontal simples e superfícies externas adicionais atuando como profundores, dobrando-se por intermédio de um tubo  que cruzava a sessão fixa. 
Assim como seu antecessor, o motor era montado diretamente à frente da seção das asas e as braçadeiras e cabos de fixação presos a uma estrutura feita de tubos de aço acima da fuselagem, com os seus cinco elementos orientados como se fossem a beirada de um telhado de casa simples e uma pirâmide invertida de quatro lados, também feita de tubos de aço, abaixo dela. Sua primeira versão construída tinha envergadura de 7 metros e uma pequena lâmina em forma de gota foi montada sobre a asa, mas foi removida mais tarde. O trem de pouso principal era como o Tipo VIII, as rodas montadas em braços tubulares de aço com roldanas permitindo o movimento para cima e para baixo, sendo o movimento limitado por cordas elásticas. Esse desenho simples permitia pousos em condições de vento adversas com menos risco de danos. Uma roda com molas era montada na traseira da fuselagem logo à frente da cauda. 
Quando exibido no Salão Aéreo de Paris em Dezembro de 1908, o avião utilizava um motor R.E.P. de 7 cilindros e 35 hp girando uma hélice de 4 lâminas. O primeiro voo daquele avião ocorreu em Issy-les-Moulineaux no dia 23 de Janeiro de 1909 porém, apesar de o avião se comportar bem, o motor se mostrou muito instável, e por sugestão de seu mecânico, Ferdinand Collin, Blériot fez contato com Alessandro Anzani, um famoso corredor de motocicletas cujo sucesso se devia em grande parte aos motores que ele fabricava e que recentemente havia entrado no mercado de fabricação de motores aeronáuticos. Em 27 de Maio de 1909, um Anzani 3-cilindros em configuração semi-radial (ou leque), foi colocado. A hélice também foi substituída por uma Chauvière Intégrale de duas lâminas feitas com madeira de Juglans. Esse desenho de foi um grande avanço da tecnologia aeronáutica francesa, sendo a primeira hélice europeia a rivalizar a eficiência das hélices utilizadas pelos Irmãos Wright.
No início de Julho de 1909 Blériot estava envolvido com os testes do seu novo avião, o biposto Tipo XII, mas retomou os voos com o Tipo XI em 18 de Julho. Aquela altura a pequena aleta sobre asa havia sido removida e a envergadura aumentada em 79 cm. Em 26 de Junho ele conseguiu um voo que durou 35 minutos e 55 segundos, Blériot ganhou o primeiro Prix du Voyage do Aero Club de France com um voo de 42 km entre Etampes e Orléans.

## A travessia do canal

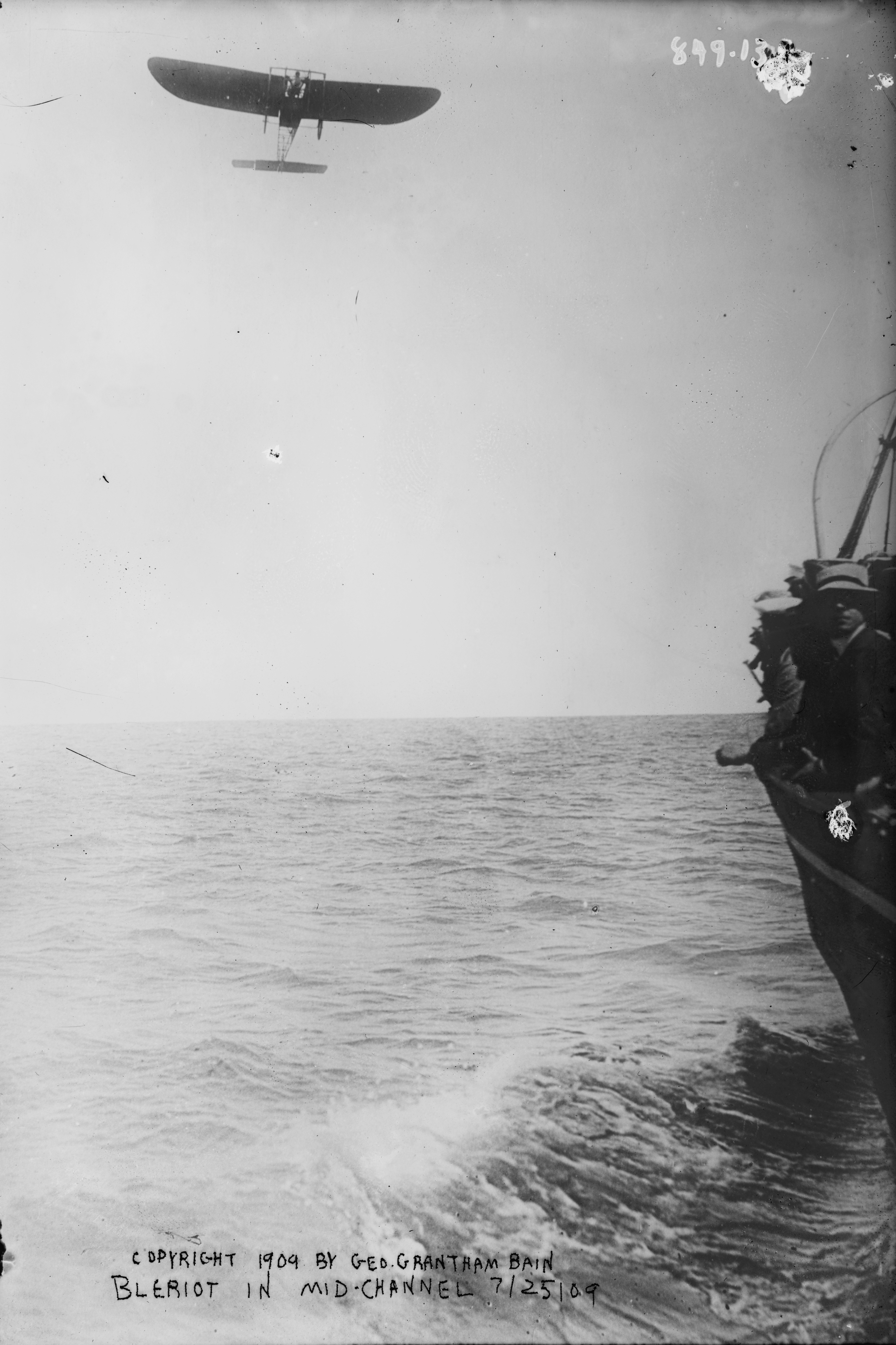
Blériot sobre o Canal.

O Blériot XI adquiriu grande fama após cruzar  o Canal da Mancha, de Calais até Dover, em 25 de Julho de 1909, ganhando um prêmio de £ 1 000 oferecido pelo jornal Daily Mail (ver Prêmios de aviação Daily Mail). 
Por vários dias, os ventos mantiveram Blériot e seus rivais Hubert Latham, que pilotava um monoplano Antoinette, e Count de Lambert, que comprou dois biplanos Wright no solo. 
Em 25 de Julho, quando os ventos diminuíram pela manhã e o céu abriu, Blériot decolou ao alvorecer. Voando sem o auxílio de uma bússola, ele se desviou para Leste em relação ao curso pretendido, mas apesar disso pode distinguir a costa britânica à sua esquerda. Lutando contra condições turbulentas, Blériot fez um pouso forçado, causando danos ao trem de pouso e destruindo uma das lâminas da hélice, mas saiu ileso. O voo durou 36,5 minutos, e fez de Blériot uma celebridade instantânea, resultando em muitas encomendas do seu avião.   
O avião da travessia, que nunca voou novamente, foi consertado às pressas e posto em exibição na loja de departamentos Selfridges em Londres. Mais tarde ele foi exibido na frente do escritório do jornal francês Le Matin. Depois foi adquirido pelo Musee des Arts et Metiers de Paris. 

## Histórico operacional

Blériot XI da Força Aérea Suíça.

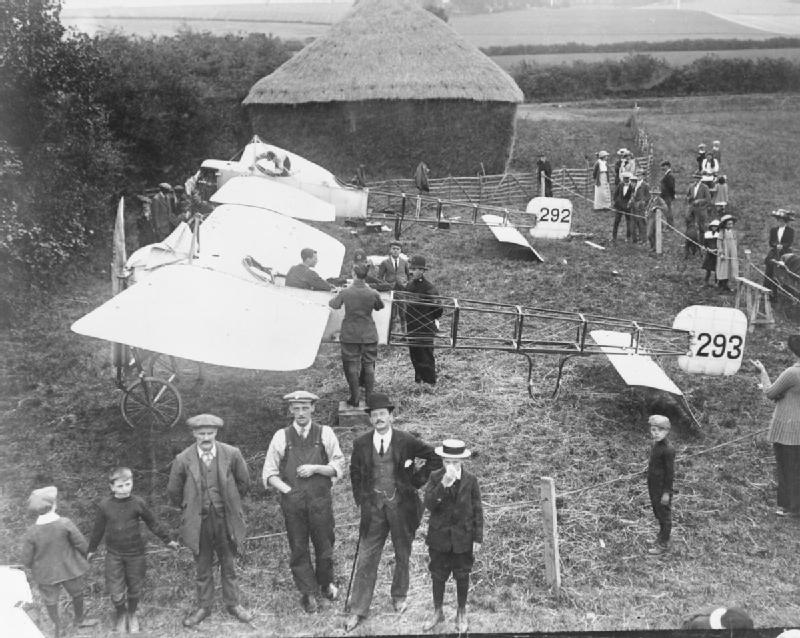
Dois Blériot XI sendo preparados para uma competição, 1913.

Depois da bem sucedida travessia do canal, houve uma grande demanda para o Blériot XI. Ao final de Setembro de 1909 as encomendas chegavam a 103 aeronaves. Depois de um acidente no encontro de aviação de Istanbul em Dezembro de 1909, Blériot desistiu das competições de aviação, e as inscrições da companhia em competições foram voadas por outros pilotos, incluindo Alfred Leblanc, que gerenciou a logística do voo da travessia do canal, que logo em seguida comprou o primeiro Tipo XI que saiu da linha de produção, viando a se tornar instrutor chefe na escola de pilotagem criada por Blériot.
Em Fevereiro de 1912, o futuro do Tipo XI foi ameaçado devido ao banimento pelo exército francês do uso de qualquer monoplano. Isso se deveu a uma série de acidentes nos quais o avião de Blériot sofreu de falhas nas asas em voo. O primeiro desses incidentes ocorreu em 4 de Janeiro de 1910, matando Léon Delagrange e foi atribuído ao fato de Delagrange ter instalado um motor super dimensionado que causou estresse excessivo na estrutura. Um acidente semelhante matou Jorge Chavez ao final de 1910 e como resposta a esse problema a estrutura das asas foi reforçada. 
Um acidente subsequente, levou a um novo reforço na estrutura de sustentação das asas. Blériot, compreensivelmente, levou esse assunto muito à sério, e produziu um relatório para o governo francês, que chegou à conclusão de que o problema não estava na resistência da estrutura das asas, mas sim uma falha em levar em conta a quantidade de pressão para baixo (downforce) que as asas de um avião podia suportar, e que esse problema poderia ser resolvido aumentando a resistência dos cabos de sustentação superiores. Essa análise foi aceita e a resposta imediata e meticulosa de Blériot ao problema, fortaleceu sua reputação ao invés de abalá-la.

### Desenvolvimentos seguintes
O Tipo XI permaneceu em produção até o início da Primeira Guerra Mundial e algumas variantes foram produzidas. Vários tipos de motor foram experimentados, incluindo o Anzani de configuração em "Y" com 50 hp de potência e o Gnome giratório de 70 hp. Versões monoposto e biposto foram construídas, com variações na envergadura das asas e no comprimento da fuselagem. Nas últimas versões a ponta dos profundores foram substituídas por extremidades mais convencionais. A roda de cauda foi substituída por um pequeno esqui e a cobertura integrada com a asa em formato de telhado de casa, substituído por um mais simples em formato de pirâmide de quatro lados. Blériot classificou o avião em quatro categorias: treinadores, esporte/turismo, militar e de corrida/exibição.

### Uso civil

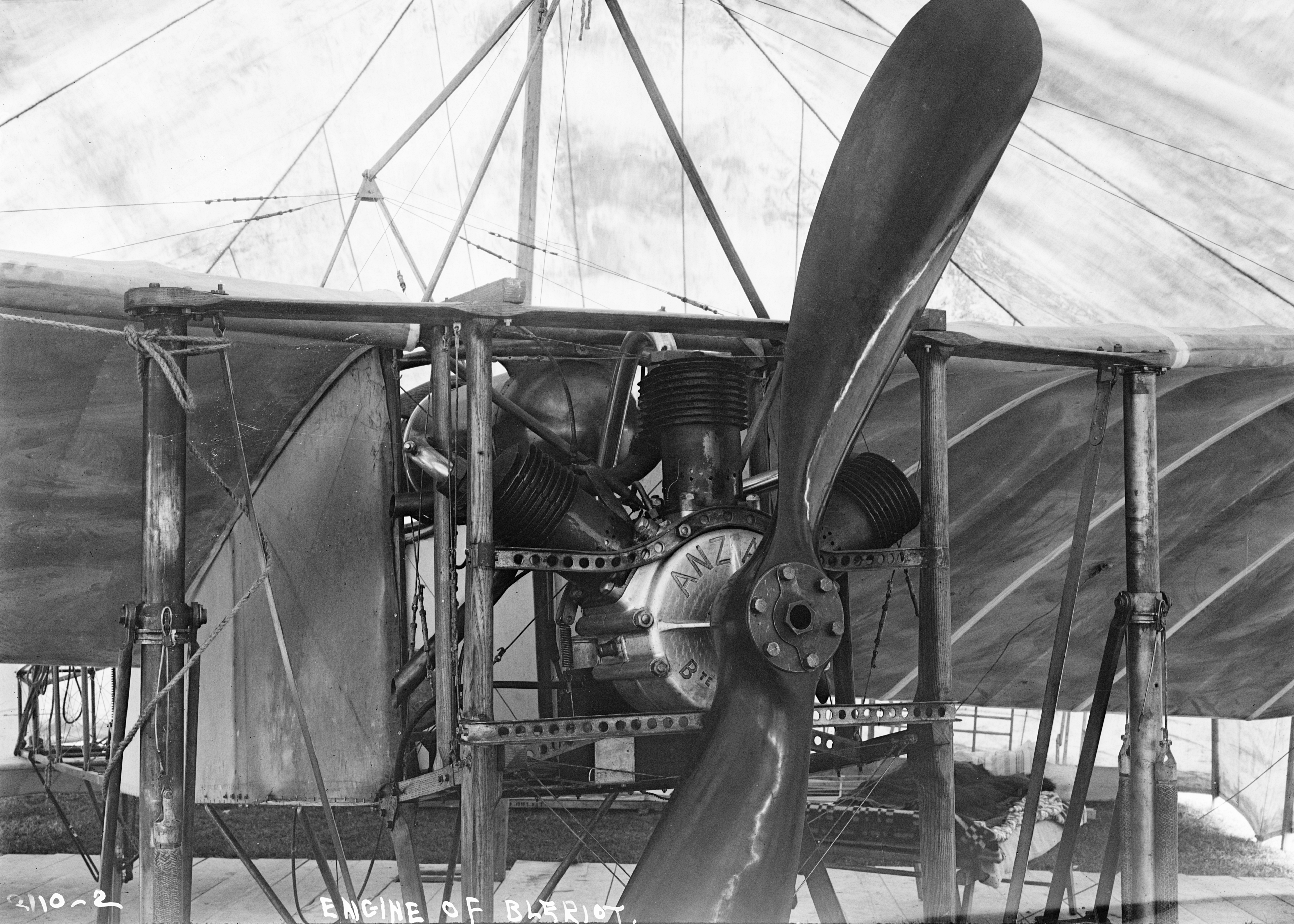
Um Blériot XI com motor Anzani similar ao que cruzou o canal.

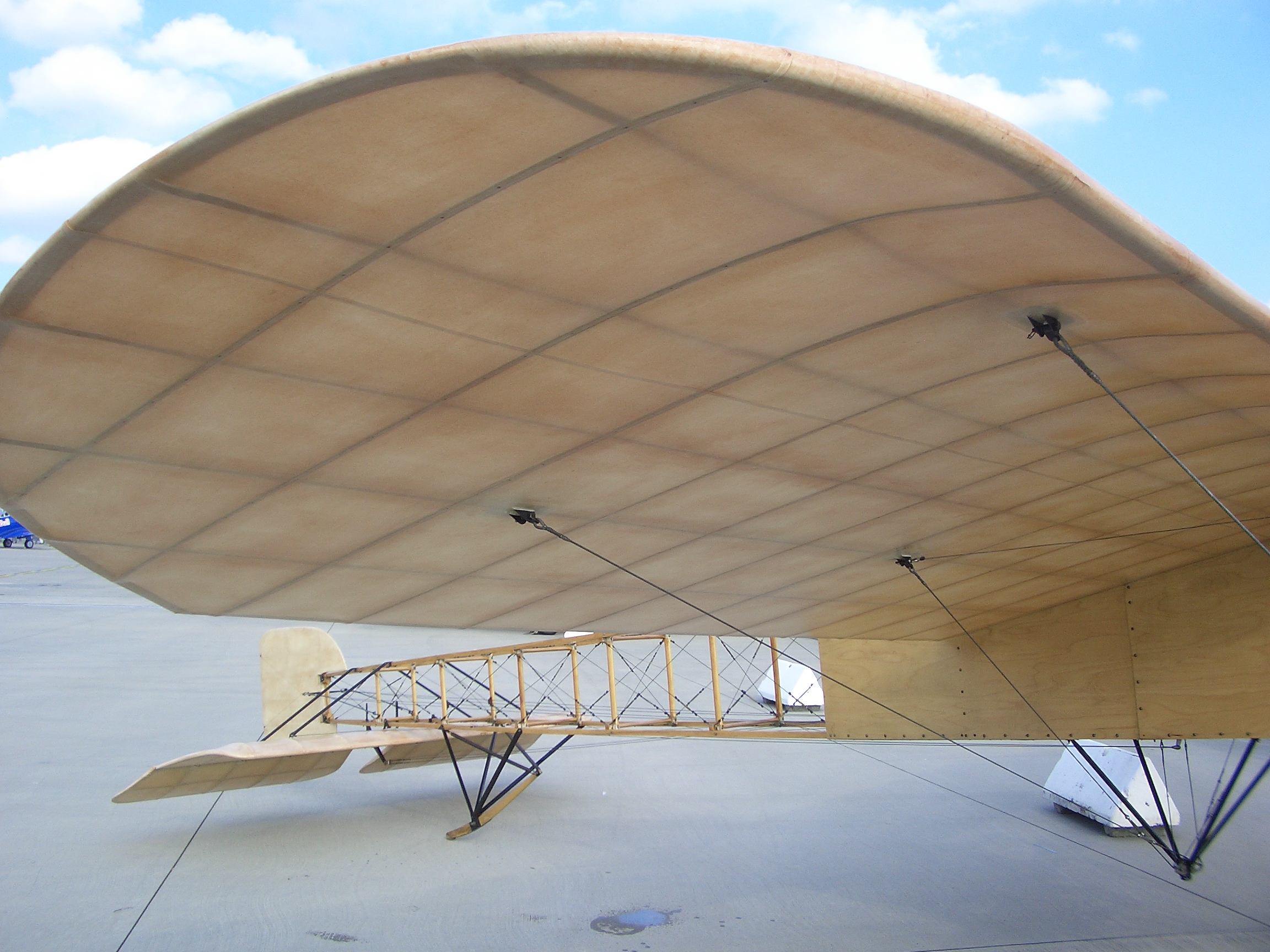
Detalhe da asa de uma réplica do Blériot XI, Aeroporto de Hamburgo, 2007.

O Tipo XI tomou parte em várias competições e corridas. Em Agosto de 1910 Leblanc ganhou a corrida Circuit de l'Est de 805 km e outro Blériot, pilotado por Emile Aubrun, foi o único outro avião à terminar a corrida. Em Outubro de 1910 Claude Grahame-White ganhou a segunda edição do Gordon Bennett Aviation Trophy, batendo por pouco um Tipo XI com motor Gnome de 100 hp pilotado por Leblanc. Em 1911 Andre Beaumont ganhou o Circuito da Europa num Tipo XI, e um outro, pilotado por Roland Garros, ficou em segundo.    
Louis Blériot criou sua primeira escola de aviação em Étampes perto de Rouen em 1909. Uma outra foi criada em Pau, no início de 1910, onde as condições climáticas tornavam os voos durante todo o ano muito mais viáveis. Já em Setembro de 1910, uma terceira foi criada no Aeroporto de Hendon, perto de Londres. Um número considerável de pilotos foi treinado: em 1914, cerca de 1.000 pilotos haviam obtido sua licença do Aero Club de France nas escolas Blériot, cerca da metade do total de licenças concedidas.
O treinamento de pilotagem era oferecido gratuitamente para aqueles que adquiriam aviões Blériot. Para os demais, inicialmente o custo era de 2.000 francos, reduzido para 800 francos em 1912. Um aluno talentoso contando com boas condições climáticas podia obter sua licença em apenas oito dias, para outros, o curso poderia durar seis semanas. Não havia controles duplos (para piloto e aprendiz) nos aviões daquela época, portanto, o treinamento consistia de instruções básicas do uso dos controles seguidas de exercícios de taxiamento, prosseguindo para voos curtos em linha reta e então para circuitos. Para obter a licença o piloto deveria fazer três voos circulares de mais de 5 km, pousando em no máximo 150 m de um ponto pré estabelecido.

### Uso militar
Os primeiros Blériot XI entraram no serviço militar na Itália e na França em 1910. Um ano depois alguns deles foram usados pela Itália no Norte da África (o primeiro uso de um avião numa guerra) e no México. O Royal Flying Corps recebeu seus primeiros Blériot em 1912. Durante os primeiros estágios da Primeira Guerra Mundial, oito esquadrões franceses, seis britânicos e seis italianos operavam várias versões militares do avião, a maioria em funções de reconhecimento, mas também como treinadores, e no caso dos monopostos, como bombardeiros leves, com uma carga de bombas de 25 kg no máximo.

## Pilotos famosos do Blériot XI

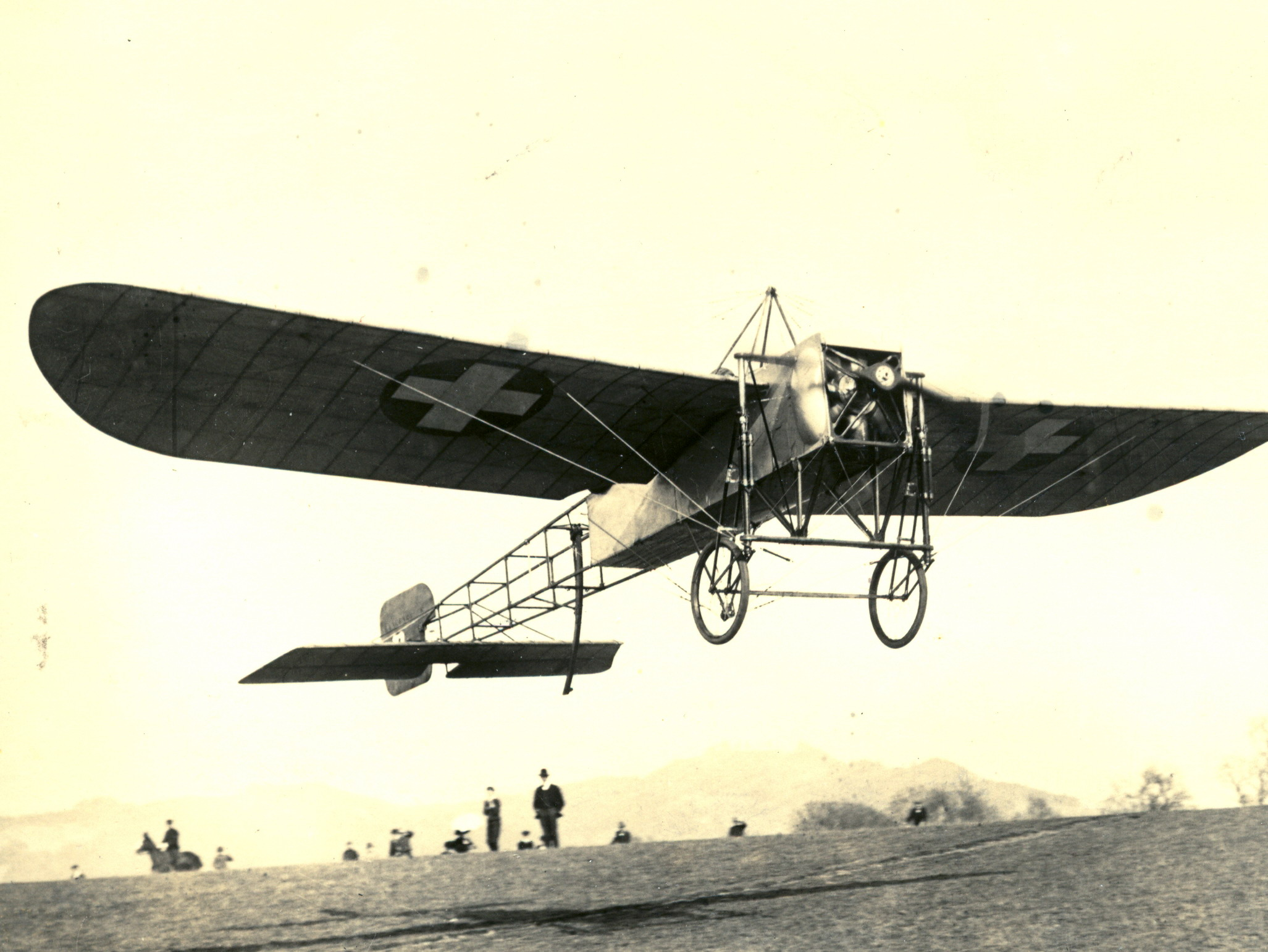
Oskar Bider, partindo de Berna para seu voo sobre os Alpes, exibindo a cobertura em forma de pirâmide dos últimos modelos do Bleriot XI.

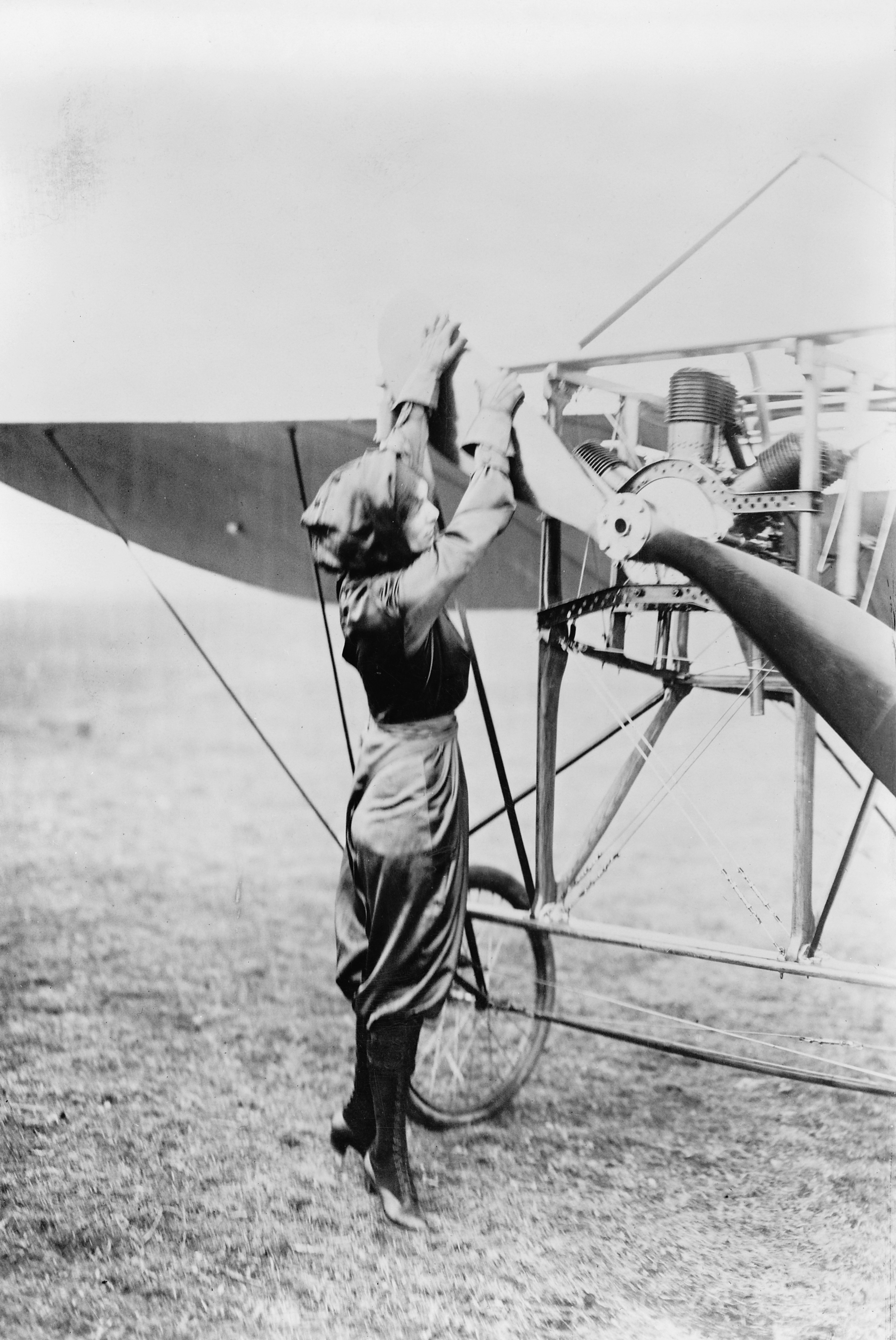
Harriet Quimby acionando a hélice do seu Blériot XI.

- Oskar Bider, que voou sobre os Pirenéus e os Alpes em 1913.[14]
- Carl Calle Cederström, que fez o primeiro voo de um mais pesado que o ar  na Noruega em 14 de Outubro de 1910.[15]
- Jean Conneau, que ganhou a corrida Paris-Roma em 1911.
- Jorge Chavez, que cruzou os Alpes em 1910, morreu numa queda no pouso.[16]
- Denys Corbett-Wilson, que efetuou o primeiro voo bem sucedido entre a Grã-Bretanha e a Irlanda em 1912.[17]
- Leon Delagrange, uma das primeiras pessoas a voar um avião na França, morreu em 4 de Janeiro de 1910 voando um Blériot XI quando uma das asas falhou.[18]
- John Domenjoz, que se exibiu em shows de acrobacia nas Américas do Sul, Central e Norte entre 1914 e 1918.[19][20]
- Roland Garros, que obteve o segundo lugar na corrida "Circuito da Europa" de 1911 e estabeleceu dois recordes mundiais de altitude em 1912.[21]
- Claude Grahame-White, que ganhou o Gordon Bennett Aviation Trophy de 1910.[22]
- Eugène Gilbert, que entrou na escola de aviação Blériot em 1910. Durante um voo sobre os Pirenéus na corrida Paris-Madri de 1911 teve o seu Blériot XI atacado por uma enorme águia, que ele espantou disparando uma pistola.[23]
- Tryggve Gran, que foi o primeiro a cruzar o Mar do Norte entre a Escócia e a Noruega em 1914.[24]
- Maurice Guillaux, que em visita à Austrália, fez o primeiro voo de correio aéreo e fretamento daquele país em 1914.[25]
- Gustav Hamel, que voou no primeiro serviço postal aéreo regular do Mundo entre Hendon e Windsor em 1911.[26]
- Vasily Kamensky, um dos primeiros aviadores da Rússia.[27]
- Jan Kašpar, primeira pessoa a voar nas terras checas em 1910.[28]
- Alfred Leblanc, que quebrou o recorde de velocidade (109,76 km/h) em 1910 e novamente em 1911 (111,8 km/h) com um Blériot XI.[29]
- Jan Olieslagers, que atuou no exército belga na Primeira Guerra Mundial.[30]
- Earle Ovington, primeiro piloto de serviço postal nos Estados Unidos, usou um Blériot XI entre Garden City e Mineo.[31]
- Adolphe Pégoud, primeiro piloto a demonstrar o potencial acrobático do Blériot XI, efetuando um "loop" em 1913. Junto com John Domenjoz e Edmond Perreyon, ele criou o que é considerado o primeiro show aéreo.[32]
- Harriet Quimby, primeira piloto brevetada nos Estados Unidos; primeira mulher a cruzar o Canal da Mancha em voo solo.[33]
- René Simon, que serviu ao exército mexicano em voos de observação disfarçados de show aéreo sobre o Sudoeste dos Estados Unidos, para localizar posições rebeldes próximas à fronteira, perto da cidade de Juarez.[34]
- Emile Taddéoli, aviador suíço que voou pela primeira vez em 19010 no seu novíssimo Blériot XI, e depois disso, voou mais de 150.000 km nos cinco anos seguintes, usando vários aviões, entre eles: o Blériot XI, o Morane-Borel, o Dufaux 4, o Dufaux 5 e o SIAI S.13.[35]

## Variantes

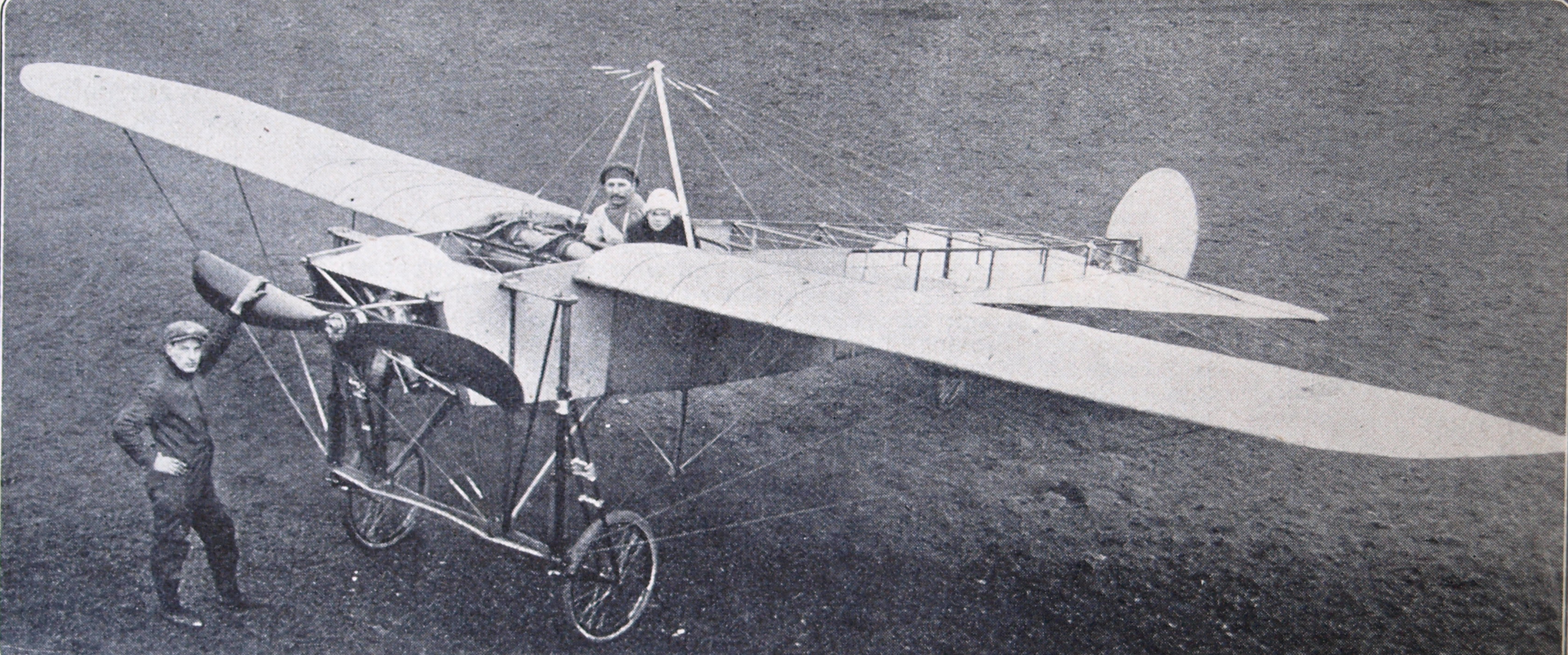
O Blériot XI-2 bis.

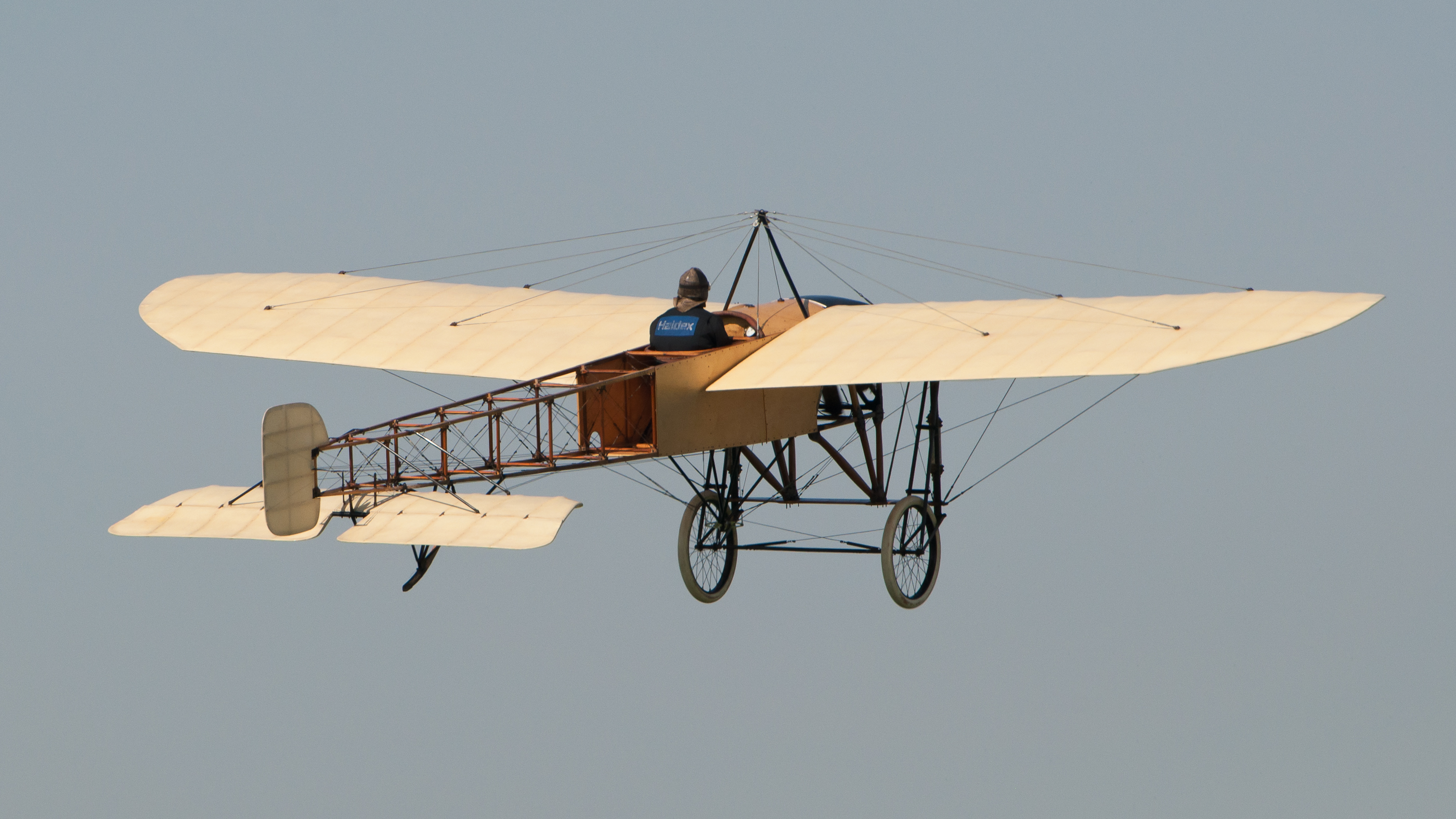
Réplica do Blériot XI Thulin A.

### Blériot XIMilitaire
Monoposto militar, equipado com um motor Gnome de 50 hp.

### Blériot XIArtillerie
Muito similar ao Militaire, mas com a fuselagem dividida em duas seções para poder ser dobrada para transporte.

### Blériot XI-2
Modelo biposto em tandem para: turismo, reconhecimento e treinamento, equipado com um motor Gnome 7B de 70 hp.

### Blériot XI-2 biscôté-à-côté
Modelo biposto lado a lado e um plano de cauda fixo triangular com profundores de bordas semi elípticas. Comprimento: 8,32 m; Envergadura: 10,97 m.

### Blériot XI-2Hydroaeroplane
Hidroplano biposto com envergadura de 11 m equipado com um motor Rhône de 80 hp.

### Blériot XI-2Artillerie 2
Modelo militar biposto equipado com um motor Gnome de 70 hp.

### Blériot XI-2Génie
Versão militar desenhada para facilitar o seu transporte, ele podia ser desmontado e remontado em 25 minutos.

### Blériot XI-2 BG
Modelo biposto, de asa alta e parasol.

### Blériot XI-3
Modelos de três lugares em tandem equipado com um motor Gnome Double Lambda de 14 cilindros (duas linhas de 7 cilindros). 

### Blériot XI E1
Versão de treinamento monoposto.

### Blériot XI R1Pinguin
Também conhecido como Rouleur, ou avião de treinamento em solo, equipado com asas cortadas, trem de pouso mais largo e um par de esquis projetados à frente para evitar capotagens. Alguns exemplares eram equipados com um motores Anzani de 35 hp e outros com Anzanis de 50 hp que já não produziam sua potência máxima.  

### Blériot XIThulin A
Um Blériot XI construído sob licença na Suécia.

## Usuários

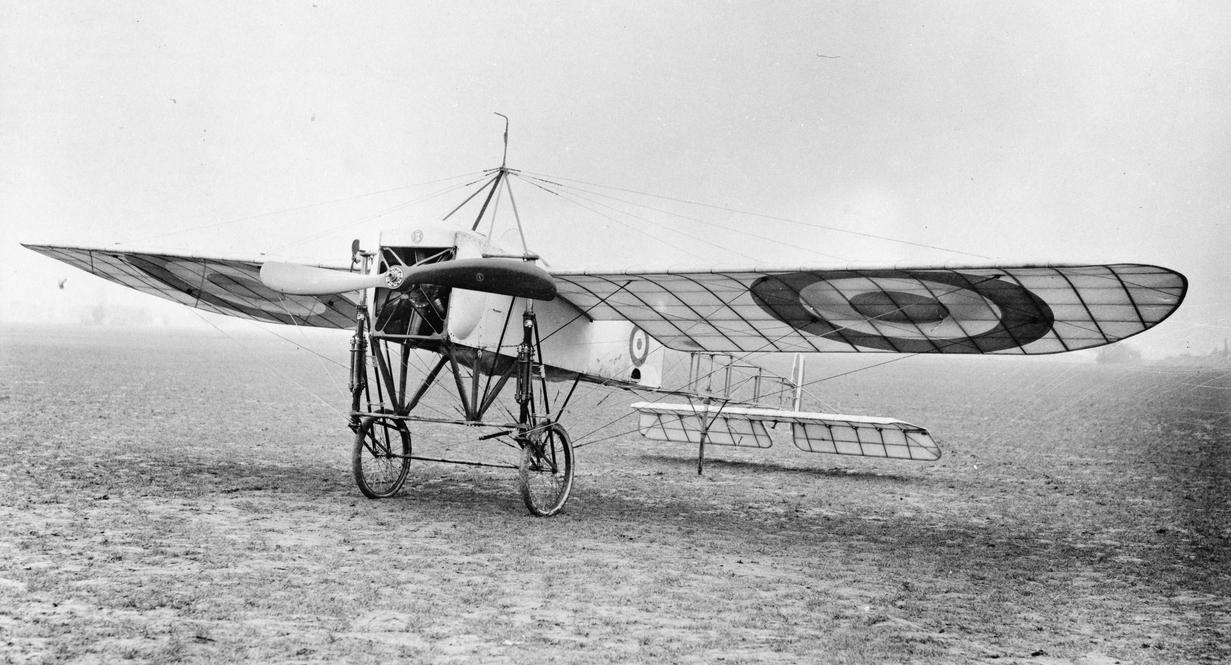
Um Blériot XI com a pintura do RFC durante a Primeira Guerra.

- Argentina
- Austrália
- Bélgica
- Bolívia
- Brasil
- Bulgária
- Chile
- Dinamarca
- França
- Grécia
- Guatemala
- Itália
- Japão
- México
- Noruega
- Nova Zelândia
- Roménia
- Rússia
- Sérvia
- Suécia
- Suíça
- Império Otomano
- Reino Unido
- Uruguai

## Especificação (Blériot XI)
- Características gerais:
  - Tripulação: um
  - Comprimento: 7,62 m
  - Envergadura: 7,79 m
  - Altura: 2,69 m
  - Área da asa: 14 m²
  - Peso vazio: 230 kg
  - Peso na decolagem: 850 kg

Três vistas do Blériot XI.

  - Motor: 1 x Anzani 3-cilindros, refrigerado à água, de 25-30 hp.
  - Hélice: 1 x Chauvière Intégrale de 2 lâminas e 2,08 m de diâmetro.

- Performance:
  - Velocidade máxima: 75,6 km/h
  - Teto de Serviço: 1 000 m